# 冷間加工
冷間加工（れいかんかこう、英語：cold forming）とは塑性変形を利用した加工方法。常温もしくは材料の再結晶温度未満で行なう加工である。主に金属材料で用いられるが、鋼の場合、通常は摂氏350-500度未満で行われる。加工装置には金型・ハンマー・治具・ローラー・スリッターなどを用いて、プレス加工・圧延加工・鍛造・押し出し加工・引き抜き加工などの加工法が行われる。
再結晶温度以上で行われる熱間加工と比較すると、温度変化を行なわないので精度が良い、加工硬化によって強度が上がるなどといった利点がある。一方、加工にはより大きな力が必要で、製品の材料内部に残留応力が蓄積されるといった欠点もある。
冷間圧延鋼板のプレス加工の場合、材料の薄板鋼板には均一な厚さや平面性といった材料の条件のほかに、プレス加工性として曲げ加工性・深絞り性・張り出し性の良さなども要求される。